# La Pobla Llarga
La Pobla Llarga (Spanisch: Puebla Larga) ist eine Gemeinde in der spanischen Provinz Valencia. Sie befindet sich in der Comarca Ribera Alta.

## Geografie
Das Gemeindegebiet von Carlet grenzt an das der folgenden Gemeinden: Carcagente, Énova, Manuel, Rafelguaraf, San Juan de Énova, Senyera und Villanueva de Castellón, die alle in der Provinz Valencia liegen.

## Demografie
| 1842 | 1900 | 1930 | 1950 | 1970 | 1981 | 1991 | 2001 | 2011 | 2021 |
| ---- | ---- | ---- | ---- | ---- | ---- | ---- | ---- | ---- | ---- |
| 625  | 2157 | 3245 | 4102 | 4336 | 4425 | 4365 | 4359 | 4576 | 4440 |

## Wirtschaft
Die Wirtschaft ist im Wesentlichen landwirtschaftlich geprägt, besonders von dem Anbau von Orangen.

## Persönlichkeiten
- David Albelda (* 1977), Fußballspieler